# Jerzy Dąbkowski
Jerzy Dąbkowski (ur. 22 lutego 1940 w Warszawie, zm. 27 września 2015 w Pucku) – polski aktor teatralny i filmowy.

## Życiorys
Absolwent XI Liceum Ogólnokształcącego im. Mikołaja Reja w Warszawie (1957) oraz Państwowej Wyższej Szkoły Teatralnej im. Aleksandra Zelwerowicza w Warszawie (1963). Przez większość kariery scenicznej, przypadającej na lata 1963-2005, związany z gdańskim Teatrem Wybrzeże; jedynie w sezonie 1978-1978 grywał w Teatrze Komedia w Warszawie. Podczas kariery wystąpił w ponad 25 spektaklach Teatru Telewizji oraz dziewięciu słuchowiskach Teatru Polskiego Radia.
Należał do Związku Harcerstwa Polskiego, Związku Artystów Scen Polskich oraz NSZZ „Solidarność”. Za swą działalność został odznaczony odznaką „Zasłużony Działacz Kultury” (1996) oraz medalem 25-lecia „Solidarności” (2005)
Był mężem Elżbiety Goetel – również aktorki oraz ojcem Marii Goetel – śpiewaczki (mezzosopran). Został pochowany na cmentarzu komunalnym w Sopocie.

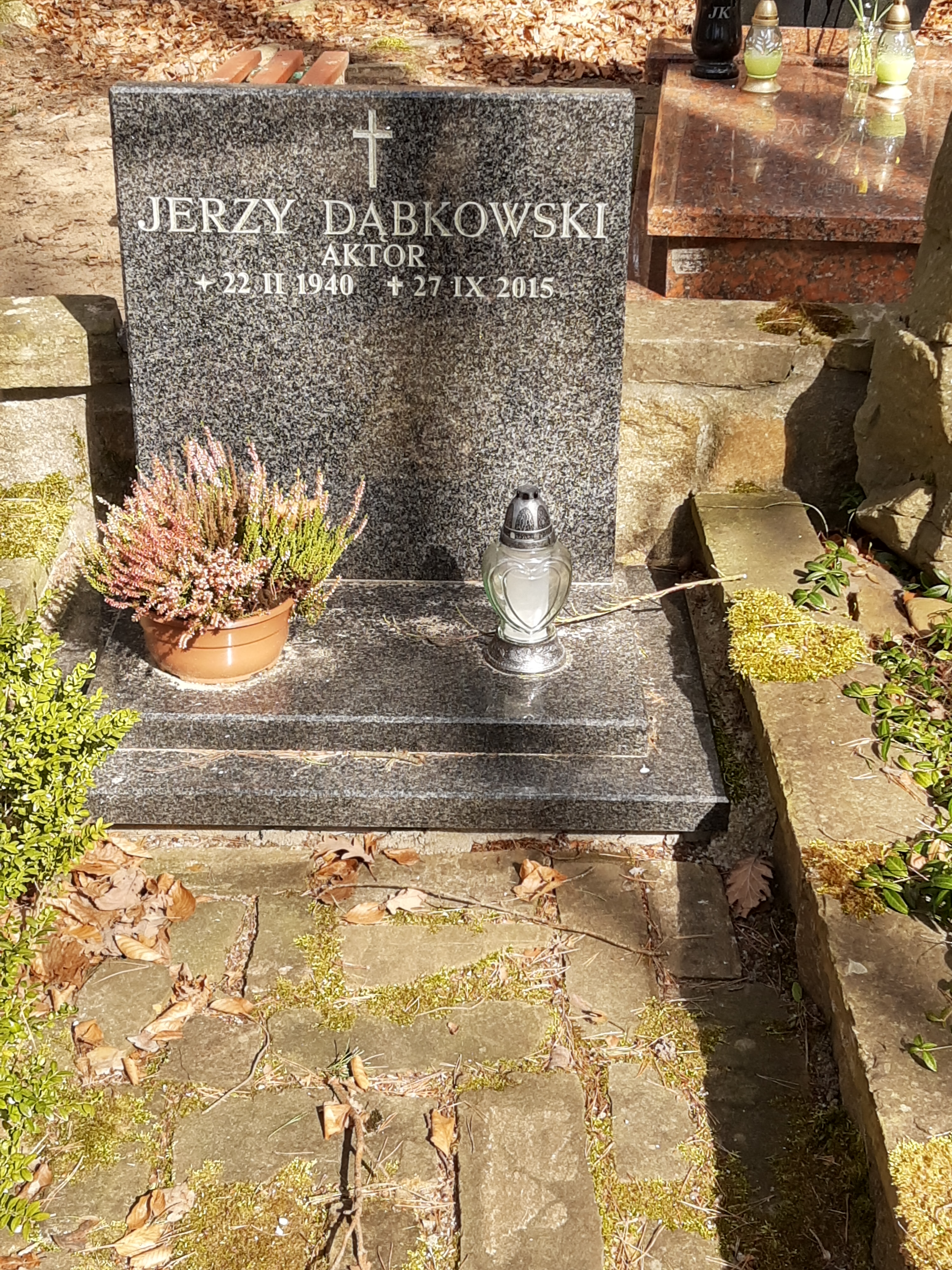
Grób Jerzego Dąbkowskiego na Cmentarzu Komunalnym w Sopocie

## Filmografia
- Ostatni po Bogu (1968)
- S.O.S. (1974) – milicjant, odc. 4
- Ile jest życia (1974) – "Zdesperowany", odc. 4
- Królowa pszczół (1977) – Klimek
- Mokry szmal (1984) – pijak, "wielbiciel" Ewy
- Na kłopoty… Bednarski (1984) – odc. 3
- Rozmowy o miłości (1990)
- Piotrek zgubił dziadka oko, a Jasiek chce dożyć spokojnej starości (2000) – pijak, odc. 3
- Lokatorzy (2001) – ślusarz, odc. 62
- Sąsiedzi (2004-2005) – lekarz (odc. 36), masztalerz (odc. 75)